# 埃特兰
埃特兰（法語：Étrœungt，法語發音：[etʁœ̃]）是法国上法兰西大区北部省的一个市镇，属于埃尔普河畔阿韦讷区。

## 地理
埃特兰（50°3'27"N, 3°55'39"E）面积25.1 平方千米，位于法国上法蘭西大區北部省，该省份为法国最北部的省份及最长的省份，西北濒北海，西接加来海峡省，南至埃纳省和索姆省，东与比利时接壤。
与埃特兰接壤的市镇（或旧市镇、城区）包括：拉弗拉芒格里、罗基尼、塞姆里、阿韦内勒、埃尔普河畔布洛涅、费龙、弗卢瓦永、欧略、拉鲁伊、兰萨尔。

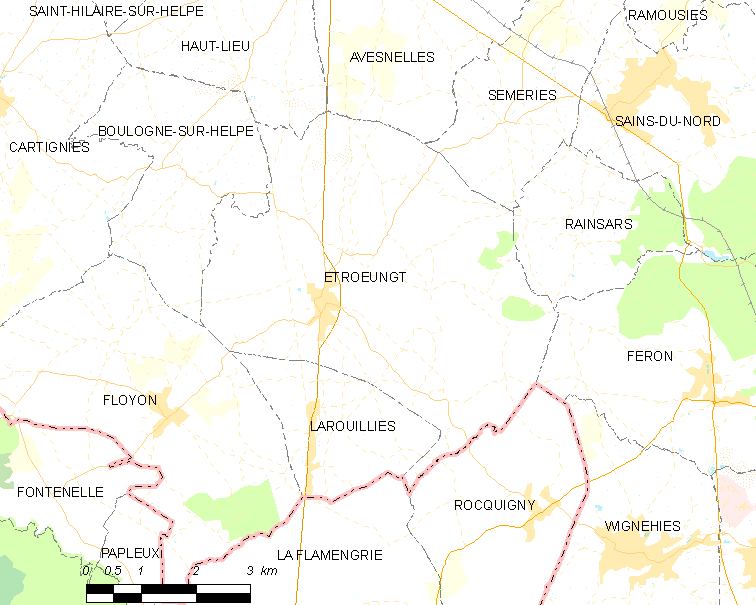
埃特兰的OSM定位图

埃特兰的时区为UTC+01:00、UTC+02:00（夏令时）。

## 行政
埃特兰的邮政编码为59219，INSEE市镇编码为59218。

## 政治
埃特兰所属的省级选区为埃尔普河畔阿韦讷县。

## 人口

1962-2008年间埃特兰人口变化图示

埃特兰于2022年1月1日时的人口数量为1255人。